# Agnieszka Legucka
Agnieszka Katarzyna Legucka (ur. 6 lutego 1978 w Warszawie) – polska politolożka, doktor habilitowana nauk społecznych, prorektor Akademii Obrony Narodowej w latach 2015–2016.

## Życiorys
Ukończyła stosunki międzynarodowe na Uniwersytecie Warszawskim (2002) oraz kulturoznawstwo w zakresie specjalistycznych studiów wschodnich w Studium Europy Wschodniej UW (2004). W roku akademickim 2003/2004 odbyła także studium podyplomowe bezpieczeństwa narodowego w Akademii Obrony Narodowej (AON).
W 2005 uzyskała na Wydziale Bezpieczeństwa Narodowego AON stopień naukowy doktora nauk społecznych w zakresie nauk o bezpieczeństwie, specjalność: bezpieczeństwo międzynarodowe na podstawie napisanej pod kierunkiem Witolda Pokruszyńskiego. Tamże w 2014, na podstawie dorobku naukowego oraz rozprawy pt. Geopolityczne uwarunkowania i konsekwencje konfliktów zbrojnych na obszarze poradzieckim, otrzymała stopień doktor habilitowanej nauk społecznych w zakresie nauk o bezpieczeństwie. Została adiunktem w Instytucie Stosunków Międzynarodowych WBN AON.
W kadencji 2015–2016 była prorektorką ds. studenckich AON. W 2016 była profesor nadzwyczajną w Wydziale Pedagogicznym Chrześcijańskiej Akademii Teologicznej w Warszawie. Pracowała także w Kujawskiej Szkole Wyższej we Włocławku, Uniwersytecie Jana Kochanowskiego w Kielcach (filii w Piotrkowie Trybunalskim), Akademii Finansów i Biznesu Vistula.
W 2017 została zatrudniona w Polskim Instytucie Spraw Międzynarodowych. W styczniu 2025 objęła stanowisko zastępczyni dyrektora Departamentu Strategii Ministerstwa Spraw Zagranicznych.

## Wybrane publikacje
- Polityka wschodnia Unii Europejskiej (2008)
- Polityka zagraniczna i bezpieczeństwa na obszarze Wspólnoty Niepodległych Państw (red. nauk. wspólnie z Kazimierzem Malakiem) (2008)
- Bezpieczeństwo obszaru poradzieckiego. Księga poświęcona pamięci profesora Kazimierza Malaka (współred. nauk.) (2011)
- Polska prezydencja wobec wyzwań współczesnej Unii Europejskiej (red. nauk.) (2012)
- Geopolityczne uwarunkowania i konsekwencje konfliktów zbrojnych na obszarze poradzieckim (2013)
- Bezpieczeństwo międzynarodowe. Wczoraj, dziś, jutro (współautor) (2015)[9]